# Южноатабаскские языки
Южноатабаскские языки (также апачские) — группа языков в составе атабаскских языков. На этих языках говорят преимущественно на юго-западе США (Аризона, Нью-Мексико, Колорадо и Юта), а также в Оклахоме и в Техасе. Кроме того, носители этих языков проживают в северных мексиканских штатах Сонора, Чихуахуа, Дуранго, Коауила и Нуэво-Леон. На этих языках говорят различные группы апачей и навахо. На других атабаскских языках говорят на Аляске, в Канаде, в Орегоне и в северной Калифорнии.
Самоназвания для языка западных апачей и навахо — Nnee biyáti’ или Ndee biyáti’ и Diné bizaad или Naabeehó bizaad, соответственно.

## Классификация
Семь южноатабаскские языков могут быть поделены на две подгруппы: (I) равнинные и (II) юго-западные. Кайованский апаче (равнинные апаче) — единственный представитель равнинных. Юго-западная группа далее делится на две подгруппы: (A) западные и (B) восточные.
I. Равнинные, или кайованский апаче (самоназвание — Naishan)
II. Юго-западные
A. Западные
1. Мескалеро-чирикаунанский апаче (Ndee Bizaa)
a. Чирикауанский апаче
b. Мескалеро апаче
2. Навахо (Naabeehó bizaad, Diné bizaad)
3. Западно-апачский (Ndéé biyáti, Nnee biyati)
B. Восточные
1. Хикарильянский апаче (Abáachi, Abáachi mizaa)
2. Липанский апаче
Эта классификация основывается главным образом на разнице в произнесении начального согласного основ глаголов и существительных. В ранней классификации кайованский апаче включался в подгруппу восточных южноатабаскских языков.
Чирикауанский апаче и мескалеро считаются разными языками, хотя и являются взаимопонятными. Западный апаче и навахо ближе к друг другу, чем к маскалеро и чирикаунскому. Липанский и равнинный апаче почти исчезли. Чирикауанский апаче находится под сильной угрозой исчезновения. Мескалеро, хикарильянский и западный апаче тоже находятся под угрозой исчезновения, но дети ещё продолжают изучать эти языки, хотя их число и снижается. Навахо является одним из самых «крепких» языков США и по сей день.

## Лингвистическая характеристика

### Фонетика и фонология

#### Согласные
Южноатабаскские языки главным образом имеют похожий набор согласных, состоящий из 33 согласных, приведённых ниже (основано главным образом на западно-апачском):
|               |                   | Губные    | Переднеязычные | Переднеязычные | Латеральные | Палатальные | Заднеязычные | Глоттальные |
| Аффрикаты     | Аффрикаты         | Аффрикаты | Переднеязычные |                |             |             | Заднеязычные | Глоттальные |
| ------------- | ----------------- | --------- | -------------- | -------------- | ----------- | ----------- | ------------ | ----------- |
| Взрывные      | Неаспирированные  | p         | t              | ts             | tɬ          | tʃ          | k (kʷ)       |             |
| Взрывные      | Аспирированные    |           | tʰ             | tsʰ            | tɬʰ         | tʃʰ         | kʰ (kʷʰ)     |             |
| Взрывные      | Глоттализованные  |           | tʼ             | tsʼ            | tɬʼ         | tʃʼ         | kʼ           | ʔ           |
| Взрывные      | Преназализованные | (ⁿb)      | (ⁿd/d/n)       |                |             |             |              |             |
| Носовые       | Простые           | m         | n              |                |             |             |              |             |
| Носовые       | Глоттализованные  | (ˀm)      | (ˀn)           |                |             |             |              |             |
| Фрикативные   | Глухие            |           |                | s              | ɬ           | ʃ           | x            | h           |
| Фрикативные   | Звонкие           | (v)       |                | z              | l           | ʒ           | ɣ (ɣʷ)       |             |
| Аппроксиманты | Аппроксиманты     |           |                |                |             | j           | (w)          |             |

- Только навахо и западно-апачский имеют глоттализованные носовые.

#### Орфография (согласные)
Орфография фонетическая. Ниже приведена таблица записи согласных:
| МФА  | Запись | МФА   | Запись | МФА   | Запись | МФА   | Запись     |
| ---- | ------ | ----- | ------ | ----- | ------ | ----- | ---------- |
| [t]  | d      | [tʰ]  | t      | [tʼ]  | t’     | [ j ] | y          |
| [k]  | g      | [kʰ]  | k      | [kʼ]  | k’     | [h]   | h          |
| [ts] | dz     | [tsʰ] | ts     | [tsʼ] | ts’    | [ʔ]   | ’          |
| [tʃ] | j      | [tʃʰ] | ch     | [tʃʼ] | ch’    | [l]   | l          |
| [tɮ] | dl     | [tɬʰ] | tł     | [tɬʼ] | tł’    | [ɬ]   | ł          |
| [p]  | b      | [pʰ]  | p      | [ⁿb]  | b/m    | [ⁿd]  | d / n / nd |
| [s]  | s      | [ʃ]   | sh     | [m]   | m      | [n]   | n          |
| [z]  | z      | [ʒ]   | zh     | [ˀm]  | ’m     | [ˀn]  | ’n         |
| [x]  | h      |       |        |       |        |       |            |
| [ɣ]  | gh     |       |        |       |        |       |            |

Примечания:
1. Фрикативы [h] и [x] оба записываются как h.
2. Фрикатив [x] обычно записывается как h, но после о o он может быть записан как hw, особенно в западно-апачском (может произноситься как [xʷ]).
3. Фрикатив [ɣ] iзаписывается как gh в большинстве случаев, но перед i и e он записывается как y (и может произноситься как [ʝ]); перед o он записывается как w (и может произноситься как [ɣʷ]).
4. Все слова, начинающиеся с гласного произносятся с гортанной смычкой ’ [ʔ]. Она никогда не записывается в начале слова.

#### Гласные
Южноатабаскские языки имеют четыре гласных звука:
|                 | Передний ряд | Средний ряд | Задний ряд |
| --------------- | ------------ | ----------- | ---------- |
| Верхний подъём  | i            |             |            |
| Средний подьъём | e            |             | o          |
| Нижний подъём   |              | a           |            |

Эти гласные могут быть долгими и краткими, а также назализированными. Назализация помечается огонэком — ˛ — в западно-апачском, навахо, мескалеро апаче и чирикаунском апаче; в хикарильянском назализация помечается подчёркиванием гласного.
МФА для гласных западно-апачского языка (без назализации):
- i = [ɪ],
- ii = [iː],
- e = [ɛ],
- ee = [ɛː],
- o = [o],
- oo = [ʊː],
- a = [ɐ],
- aa = [ɑː].

#### Тон
Южноатабаскские языки — тональные; по исследованиям, они имеют 4 тона:
- высокий (á),
- низкий (à),
- восходящий (ǎ),
- нисходящий (â).

Восходящий и нисходящий тоны в этих языках встречаются реже, часто — в долгих гласных. Назализованные гласные могут также иметь тон.